# فرقاط كبير
الفرقاط الكبير هو طائر من الطيور التي تنتمي لعائلة الفرقاطات، وهي تعيش في روسيا والصين وشرق أفريقيا والمنطقة المحيطة بالمحيط الهادي.

## معرض الصور

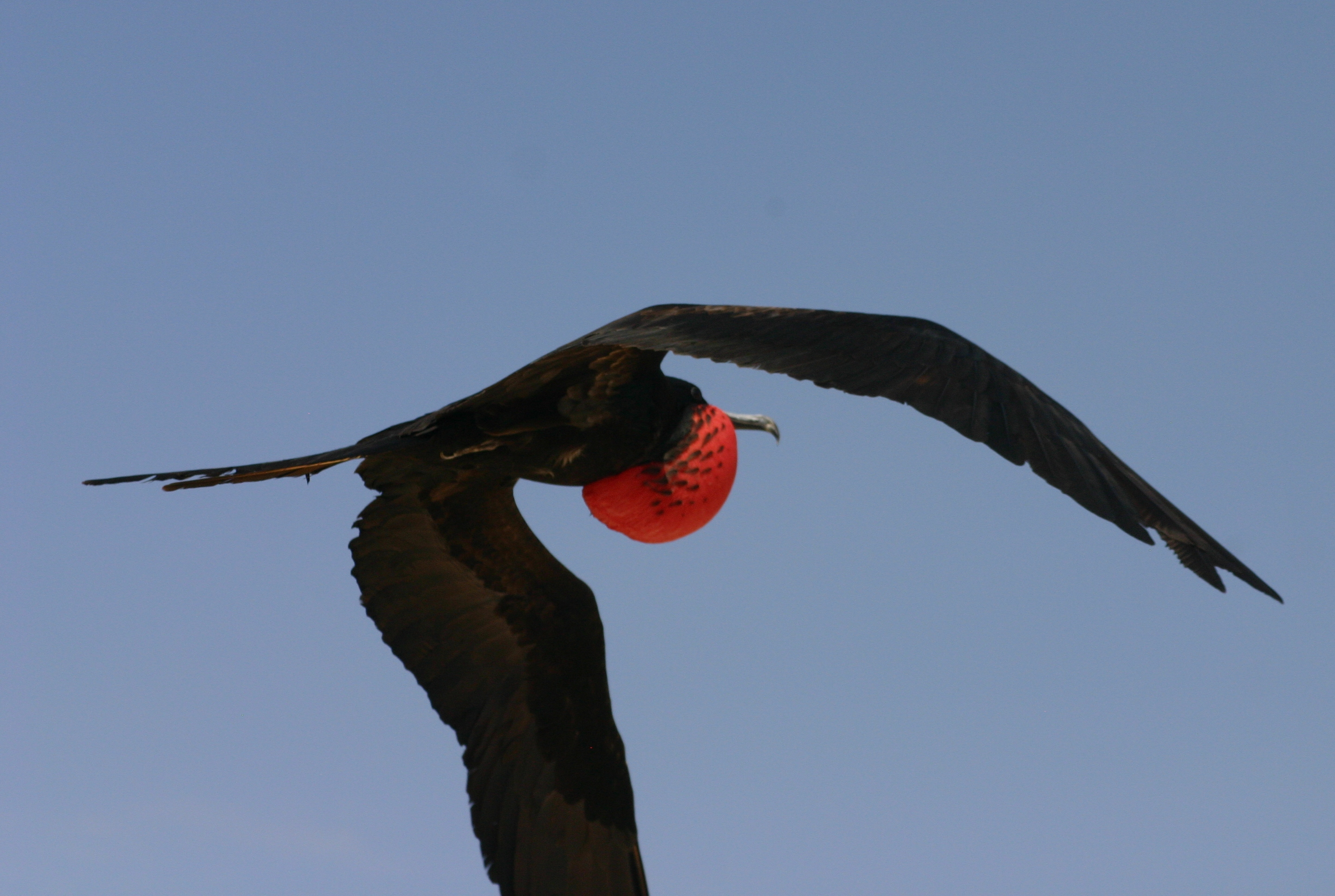
ذكر يطير، جزر غالاباغوس
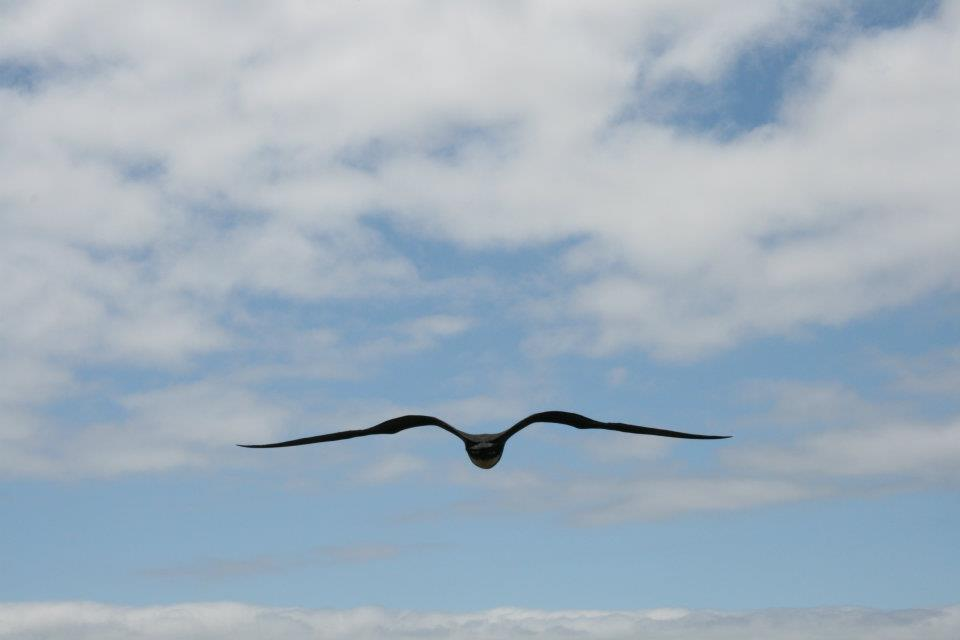
طيران الفرقاط الكبير
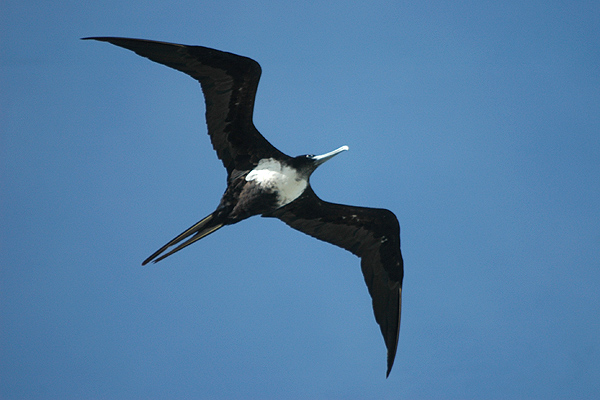
أنثى تطير في جزيرة السيدة إليوت في كوينزلاند.
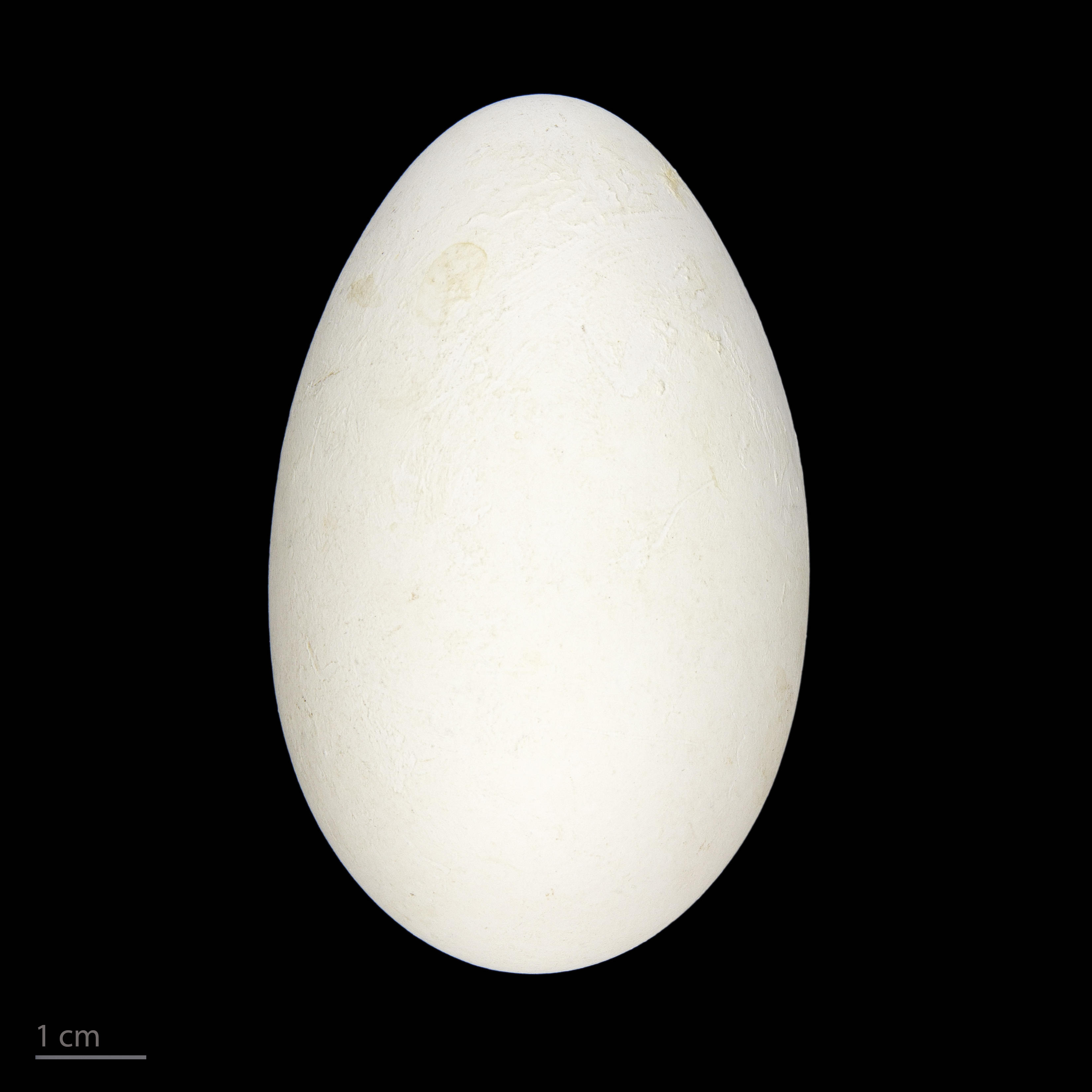
عينة متحفية - كاليدونيا الجديدة

## قراءة إضافية
- Bastien، M؛ Jaeger، A؛ Le Corre، M؛ Tortosa، P؛ Lebarbenchon، C (2014). "Haemoproteus iwa in Great Frigatebirds (Fregata minor) in the Islands of the Western Indian Ocean". PLoS ONE. ج. 9 ع. 5: e97185. DOI:10.1371/journal.pone.0097185. مؤرشف من الأصل في 2020-05-23.{{استشهاد بدورية محكمة}}:  صيانة الاستشهاد: دوي مجاني غير معلم (link)
- Merino، S؛ Hennicke، J؛ Martìnez، J؛ Ludynia، K؛ Torres، R؛ Work، TM؛ Stroud، S؛ Masello، JF؛ Quillfeldt، P (2012). "Infection by Haemoproteus parasites in four species of frigatebirds and the description of a new species of Haemoproteus (Haemosporida: Haemoproteidae)". Journal of Parasitology. ج. 98 ع. 2: 388–397. DOI:10.1645/GE-2415.1.
- O'Brien، RM (1990). "Fregata minor Great Frigatebird" (PDF). في Marchant، S؛ Higgins، PG (المحررون). Handbook of Australian, New Zealand & Antarctic Birds. Volume 1: Ratites to ducks; Part B, Australian pelican to ducks. Melbourne: Oxford University Press. ص. 913–920. مؤرشف من الأصل (PDF) في 2015-01-27. اطلع عليه بتاريخ 2015-08-04. {{استشهاد بكتاب}}: تجاهل المحلل الوسيط |الرقم المعياري= لأنه غير معروف، ويقترح استخدام |ردمك= (مساعدة)

## روابط خارجية
- 'Iwa or Great Frigatebird - State of Hawaii, Division of Forestry and Wildlife
- Internet Bird Collection: photos, videos and audio recordings
- Audio recordings from xeno-canto